# Entscheidungen des Bundesverwaltungsgerichts
Die Entscheidungen des Bundesverwaltungsgerichts (BVerwGE) sind eine von den Mitgliedern des Bundesverwaltungsgerichts herausgegebene Sammlung der wichtigen Entscheidungen des Bundesverwaltungsgerichts, analog zur Sammlung der Entscheidungen des Bundesverfassungsgerichts, BVerfGE.
Die BVerwGE werden seit 1956 herausgegeben, wobei rückwirkend auch Entscheidungen seit dem Jahr 1953 berücksichtigt wurden. Sie erschienen im Carl Heymanns Verlag in Köln, seit der Übernahme dieses Verlags bei Wolters Kluwer Deutschland. Seit etwa 2020 werden die BVerwGE online veröffentlicht, nur Bestandskunden, insbesondere Bibliotheken, können weiterhin die gedruckten und gebundenen Entscheidungen beziehen.
Der Abkürzung folgen beim Zitat üblicherweise Band, Seitenzahl, auf der die Entscheidung beginnt und ggf. Seitenzahl der einschlägigen Stelle. Die einzelnen Entscheidungen werden in der Form „BVerwGE 87, 37, 41“ zitiert. Das bedeutet, dass die zitierte Entscheidung (Warnung vor Glykolwein aus dem Jahr 1990) in Band 87 der Entscheidungssammlung steht und auf Seite 37 beginnt; die Stelle, auf die es dem Zitierenden ankommt, steht auf Seite 41.